# Campeonato Europeu de Andebol Masculino de 1994
O Campeonato Europeu de Handebol Masculino de 1994 foi a primeira edição do principal campeonato de handebol das seleções da Europa. O torneio aconteceu em Portugal, entre os dias 3 e 12 de junho, reuniu 12 equipas, divididas em dois grupos, em duas sedes diferentes. No final a seleção da Suécia conseguiu o primeiro título continental.

## Equipes participantes
| Equipe                                               | Qualificação            |
| ---------------------------------------------------- | ----------------------- |
| Portugal                                             | País sede               |
| Dinamarca                                            | 1º lugar do grupo 1     |
| Hungria                                              | 1º lugar do grupo 2     |
| Suécia                                               | 1º lugar do grupo 3     |
| Croácia                                              | 1º lugar do grupo 4     |
| Alemanha                                             | 1º lugar do grupo 5     |
| Espanha                                              | 1º lugar do grupo 6     |
| Rússia                                               | 1º lugar do grupo 7     |
| Romênia                                              | Melhor segundo colocado |
| Predefinição:Country data BLR 1991-1995 Bielorrússia | Play-off                |
| França                                               | Play-off                |
| Eslovênia                                            | Play-off                |

## Locais
| Almada                                                             | AlmadaPorto | Porto                                |
| Complexo Municipal de Desportos Cidade de Almada Capacidade: 4 000 | AlmadaPorto | Pavilhão Rosa Mota Capacidade: 5 400 |
|                                                                    | AlmadaPorto |                                      |

## Fórmula de disputa
As doze seleções foram divididas em dois grupos com seis times cada. Na fase classificatória as equipes jogaram entre si dentro de seus grupos em turno único. Nesta fase, a vitória garantiu dois pontos à equipe vencedora e nenhum para a perdedora. Já em caso de empate, ambas as equipes conquistaram um ponto. As duas primeiras colocadas de cada grupo classificaram-se para as semifinais; já as demais equipes disputaram as posições inferiores do torneio em jogo único: as terceiras colocadas disputaram o quinto lugar, as quartas jogaram pelo sétimo lugar e assim sucessivamente. Nas semifinais as primeiras colocadas de cada grupo enfrentaram as segundas colocadas do outro; as vencedoras desses duelos classificaram-se para a final do torneio e as equipes derrotadas, para a disputa de terceiro lugar. A equipe campeã conquistou o direito de participar do Campeonato Mundial de 1995 e do Campeonato Europeu de 1996.

## Fase classificatória
- Horários UTC

### Grupo A
| Pos | Equipe                                               | Pts | J | V | E | D | GP  | GC  | SG  |
| --- | ---------------------------------------------------- | --- | - | - | - | - | --- | --- | --- |
| 1   | Rússia                                               | 10  | 5 | 5 | 0 | 0 | 122 | 94  | +28 |
| 2   | Croácia                                              | 6   | 5 | 3 | 0 | 2 | 120 | 114 | +6  |
| 3   | França                                               | 5   | 5 | 2 | 1 | 2 | 123 | 120 | +3  |
| 4   | Predefinição:Country data BLR 1991-1995 Bielorrússia | 4   | 5 | 2 | 0 | 3 | 130 | 139 | −9  |
| 5   | Alemanha                                             | 3   | 5 | 1 | 1 | 3 | 107 | 113 | −6  |
| 6   | Romênia                                              | 2   | 5 | 1 | 0 | 4 | 113 | 135 | −22 |

| 3 de junho de 1994 15:30 | Alemanha | 23 – 24 | Predefinição:Country data BLR 1991-1995 Bielorrússia | Complexo Municipal de Desportos, Almada |
| 3 de junho de 1994 15:30 | (12–10)  |         |                                                      | Complexo Municipal de Desportos, Almada |
| 3 de junho de 1994 15:30 |          |         |                                                      | Complexo Municipal de Desportos, Almada |

| 3 de junho de 1994 17:30 | Rússia | 27 – 20 | Romênia | Complexo Municipal de Desportos, Almada |
| 3 de junho de 1994 17:30 | (16–9) |         |         | Complexo Municipal de Desportos, Almada |
| 3 de junho de 1994 17:30 |        |         |         | Complexo Municipal de Desportos, Almada |

| 3 de junho de 1994 19:30 | França  | 27 – 25 | Croácia | Complexo Municipal de Desportos, Almada |
| 3 de junho de 1994 19:30 | (11–11) |         |         | Complexo Municipal de Desportos, Almada |
| 3 de junho de 1994 19:30 |         |         |         | Complexo Municipal de Desportos, Almada |

| 4 de junho de 1994 15:30 | Croácia | 24 – 22 | Alemanha | Complexo Municipal de Desportos, Almada |
| 4 de junho de 1994 15:30 | (14–11) |         |          | Complexo Municipal de Desportos, Almada |
| 4 de junho de 1994 15:30 |         |         |          | Complexo Municipal de Desportos, Almada |

| 4 de junho de 1994 17:30 | Bielorrússia Predefinição:Country data BLR 1991-1995 | 23 – 31 | Rússia | Complexo Municipal de Desportos, Almada |
| 4 de junho de 1994 17:30 | (11–18)                                              |         |        | Complexo Municipal de Desportos, Almada |
| 4 de junho de 1994 17:30 |                                                      |         |        | Complexo Municipal de Desportos, Almada |

| 4 de junho de 1994 19:30 | Romênia | 27 – 26 | França | Complexo Municipal de Desportos, Almada |
| 4 de junho de 1994 19:30 | (16–11) |         |        | Complexo Municipal de Desportos, Almada |
| 4 de junho de 1994 19:30 |         |         |        | Complexo Municipal de Desportos, Almada |

| 5 de junho de 1994 15:30 | França  | 21 – 21 | Alemanha | Complexo Municipal de Desportos, Almada |
| 5 de junho de 1994 15:30 | (10–11) |         |          | Complexo Municipal de Desportos, Almada |
| 5 de junho de 1994 15:30 |         |         |          | Complexo Municipal de Desportos, Almada |

| 5 de junho de 1994 17:30 | Rússia | 21 – 18 | Croácia | Complexo Municipal de Desportos, Almada |
| 5 de junho de 1994 17:30 | (13–8) |         |         | Complexo Municipal de Desportos, Almada |
| 5 de junho de 1994 17:30 |        |         |         | Complexo Municipal de Desportos, Almada |

| 5 de junho de 1994 19:30 | Romênia | 24 – 33 | Predefinição:Country data BLR 1991-1995 Bielorrússia | Complexo Municipal de Desportos, Almada |
| 5 de junho de 1994 19:30 | (9–14)  |         |                                                      | Complexo Municipal de Desportos, Almada |
| 5 de junho de 1994 19:30 |         |         |                                                      | Complexo Municipal de Desportos, Almada |

| 7 de junho de 1994 15:30 | Alemanha | 16 – 25 | Rússia | Complexo Municipal de Desportos, Almada |
| 7 de junho de 1994 15:30 | (9–12)   |         |        | Complexo Municipal de Desportos, Almada |
| 7 de junho de 1994 15:30 |          |         |        | Complexo Municipal de Desportos, Almada |

| 7 de junho de 1994 17:30 | França  | 32 – 29 | Predefinição:Country data BLR 1991-1995 Bielorrússia | Complexo Municipal de Desportos, Almada |
| 7 de junho de 1994 17:30 | (16–15) |         |                                                      | Complexo Municipal de Desportos, Almada |
| 7 de junho de 1994 17:30 |         |         |                                                      | Complexo Municipal de Desportos, Almada |

| 7 de junho de 1994 19:30 | Croácia | 24 – 23 | Romênia | Complexo Municipal de Desportos, Almada |
| 7 de junho de 1994 19:30 | (12–11) |         |         | Complexo Municipal de Desportos, Almada |
| 7 de junho de 1994 19:30 |         |         |         | Complexo Municipal de Desportos, Almada |

| 8 de junho de 1994 15:30 | Alemanha | 25 – 19 | Romênia | Complexo Municipal de Desportos, Almada |
| 8 de junho de 1994 15:30 | (11–10)  |         |         | Complexo Municipal de Desportos, Almada |
| 8 de junho de 1994 15:30 |          |         |         | Complexo Municipal de Desportos, Almada |

| 8 de junho de 1994 17:30 | Bielorrússia Predefinição:Country data BLR 1991-1995 | 21 – 29 | Croácia | Complexo Municipal de Desportos, Almada |
| 8 de junho de 1994 17:30 | (12–12)                                              |         |         | Complexo Municipal de Desportos, Almada |
| 8 de junho de 1994 17:30 |                                                      |         |         | Complexo Municipal de Desportos, Almada |

| 8 de junho de 1994 19:30 | Rússia | 18 – 17 | França | Complexo Municipal de Desportos, Almada |
| 8 de junho de 1994 19:30 | (11–9) |         |        | Complexo Municipal de Desportos, Almada |
| 8 de junho de 1994 19:30 |        |         |        | Complexo Municipal de Desportos, Almada |

### Grupo B
| Pos | Equipe    | Pts | J | V | E | D | GP  | GC  | SG  |
| --- | --------- | --- | - | - | - | - | --- | --- | --- |
| 1   | Suécia    | 10  | 5 | 5 | 0 | 0 | 114 | 91  | +23 |
| 2   | Dinamarca | 7   | 5 | 3 | 1 | 1 | 107 | 99  | +8  |
| 3   | Espanha   | 6   | 5 | 3 | 0 | 2 | 114 | 101 | +13 |
| 4   | Hungria   | 4   | 5 | 2 | 0 | 3 | 100 | 107 | −7  |
| 5   | Eslovênia | 3   | 5 | 1 | 1 | 3 | 94  | 111 | −17 |
| 6   | Portugal  | 0   | 5 | 0 | 0 | 5 | 96  | 116 | −20 |

| 3 de junho de 1994 15:30 | Suécia  | 22 – 17 | Eslovênia | Pavilhão Rosa Mota, Porto |
| 3 de junho de 1994 15:30 | (10–10) |         |           | Pavilhão Rosa Mota, Porto |
| 3 de junho de 1994 15:30 |         |         |           | Pavilhão Rosa Mota, Porto |

| 3 de junho de 1994 17:30 | Espanha | 25 – 20 | Hungria | Pavilhão Rosa Mota, Porto |
| 3 de junho de 1994 17:30 | (11–10) |         |         | Pavilhão Rosa Mota, Porto |
| 3 de junho de 1994 17:30 |         |         |         | Pavilhão Rosa Mota, Porto |

| 3 de junho de 1994 19:30 | Dinamarca | 24 – 17 | Portugal | Pavilhão Rosa Mota, Porto |
| 3 de junho de 1994 19:30 | (11–5)    |         |          | Pavilhão Rosa Mota, Porto |
| 3 de junho de 1994 19:30 |           |         |          | Pavilhão Rosa Mota, Porto |

| 4 de junho de 1994 15:30 | Eslovênia | 19 – 19 | Dinamarca | Pavilhão Rosa Mota, Porto |
| 4 de junho de 1994 15:30 | (8–10)    |         |           | Pavilhão Rosa Mota, Porto |
| 4 de junho de 1994 15:30 |           |         |           | Pavilhão Rosa Mota, Porto |

| 4 de junho de 1994 17:30 | Hungria | 18 – 22 | Suécia | Pavilhão Rosa Mota, Porto |
| 4 de junho de 1994 17:30 | (7–13)  |         |        | Pavilhão Rosa Mota, Porto |
| 4 de junho de 1994 17:30 |         |         |        | Pavilhão Rosa Mota, Porto |

| 4 de junho de 1994 19:30 | Portugal | 18 – 24 | Espanha | Pavilhão Rosa Mota, Porto |
| 4 de junho de 1994 19:30 | (8–13)   |         |         | Pavilhão Rosa Mota, Porto |
| 4 de junho de 1994 19:30 |          |         |         | Pavilhão Rosa Mota, Porto |

| 5 de junho de 1994 15:30 | Hungria | 19 – 18 | Portugal | Pavilhão Rosa Mota, Porto |
| 5 de junho de 1994 15:30 | (7–8)   |         |          | Pavilhão Rosa Mota, Porto |
| 5 de junho de 1994 15:30 |         |         |          | Pavilhão Rosa Mota, Porto |

| 5 de junho de 1994 17:30 | Suécia | 22 – 16 | Dinamarca | Pavilhão Rosa Mota, Porto |
| 5 de junho de 1994 17:30 | (7–6)  |         |           | Pavilhão Rosa Mota, Porto |
| 5 de junho de 1994 17:30 |        |         |           | Pavilhão Rosa Mota, Porto |

| 5 de junho de 1994 19:30 | Espanha | 24 – 16 | Eslovênia | Pavilhão Rosa Mota, Porto |
| 5 de junho de 1994 19:30 | (13–8)  |         |           | Pavilhão Rosa Mota, Porto |
| 5 de junho de 1994 19:30 |         |         |           | Pavilhão Rosa Mota, Porto |

| 7 de junho de 1994 15:30 | Eslovênia | 19 – 24 | Hungria | Pavilhão Rosa Mota, Porto |
| 7 de junho de 1994 15:30 | (9–11)    |         |         | Pavilhão Rosa Mota, Porto |
| 7 de junho de 1994 15:30 |           |         |         | Pavilhão Rosa Mota, Porto |

| 7 de junho de 1994 17:30 | Suécia | 26 – 21 | Portugal | Pavilhão Rosa Mota, Porto |
| 7 de junho de 1994 17:30 | (12–9) |         |          | Pavilhão Rosa Mota, Porto |
| 7 de junho de 1994 17:30 |        |         |          | Pavilhão Rosa Mota, Porto |

| 7 de junho de 1994 19:30 | Dinamarca | 25 – 22 | Espanha | Pavilhão Rosa Mota, Porto |
| 7 de junho de 1994 19:30 | (10–7)    |         |         | Pavilhão Rosa Mota, Porto |
| 7 de junho de 1994 19:30 |           |         |         | Pavilhão Rosa Mota, Porto |

| 8 de junho de 1994 15:30 | Dinamarca | 23 – 19 | Hungria | Pavilhão Rosa Mota, Porto |
| 8 de junho de 1994 15:30 | (10–8)    |         |         | Pavilhão Rosa Mota, Porto |
| 8 de junho de 1994 15:30 |           |         |         | Pavilhão Rosa Mota, Porto |

| 8 de junho de 1994 17:30 | Portugal | 22 – 23 | Eslovênia | Pavilhão Rosa Mota, Porto |
| 8 de junho de 1994 17:30 | (10–8)   |         |           | Pavilhão Rosa Mota, Porto |
| 8 de junho de 1994 17:30 |          |         |           | Pavilhão Rosa Mota, Porto |

| 8 de junho de 1994 19:30 | Espanha | 19 – 22 | Suécia | Pavilhão Rosa Mota, Porto |
| 8 de junho de 1994 19:30 | (8–10)  |         |        | Pavilhão Rosa Mota, Porto |
| 8 de junho de 1994 19:30 |         |         |        | Pavilhão Rosa Mota, Porto |

## Fase final
- Horários UTC

### Disputa do 11º lugar
| 10 de junho de 1994 12:30 | Romênia | 38 – 21 | Portugal | Complexo Municipal de Desportos, Almada |
| 10 de junho de 1994 12:30 | (18–11) |         |          | Complexo Municipal de Desportos, Almada |
| 10 de junho de 1994 12:30 |         |         |          | Complexo Municipal de Desportos, Almada |

### Disputa do 9º lugar
| 10 de junho de 1994 10:30 | Alemanha | 28 – 18 | Eslovênia | Complexo Municipal de Desportos, Almada |
| 10 de junho de 1994 10:30 | (15–10)  |         |           | Complexo Municipal de Desportos, Almada |
| 10 de junho de 1994 10:30 |          |         |           | Complexo Municipal de Desportos, Almada |

### Disputa do 7º lugar
| 10 de junho de 1994 17:30 | Bielorrússia Predefinição:Country data BLR 1991-1995 | 24 – 28 | Hungria | Complexo Municipal de Desportos, Almada |
| 10 de junho de 1994 17:30 | (14–16)                                              |         |         | Complexo Municipal de Desportos, Almada |
| 10 de junho de 1994 17:30 |                                                      |         |         | Complexo Municipal de Desportos, Almada |

### Disputa do 5º lugar
| 10 de junho de 1994 19:30 | França  | 25 – 28 | Espanha | Complexo Municipal de Desportos, Almada |
| 10 de junho de 1994 19:30 | (15–12) |         |         | Complexo Municipal de Desportos, Almada |
| 10 de junho de 1994 19:30 |         |         |         | Complexo Municipal de Desportos, Almada |

|  | Semifinais | Semifinais |    |           | Final                     | Final |  |
|  |            |            |    |           |                           |       |  |
|  |            |            |    |           |                           |       |  |
|  | Rússia     | 29         |    |           |                           |       |  |
|  | Dinamarca  | 20         |    |           |                           |       |  |
|  |            |            |    |           |                           |       |  |
|  |            |            |    |           |                           |       |  |
|  |            |            |    |           | Rússia                    | 21    |  |
|  |            | Suécia     | 34 |           |                           |       |  |
|  |            |            |    |           |                           |       |  |
|  |            |            |    |           |                           |       |  |
|  |            |            |    |           | Disputa do terceiro lugar |       |  |
|  |            |            |    |           |                           |       |  |
|  | Suécia     | 24         |    | Dinamarca | 23                        |       |  |
|  | Croácia    | 21         |    |           | Croácia                   | 24    |  |

### Semifinais
| 10 de junho de 1994 15:30 | Rússia | 29 – 20 | Dinamarca | Pavilhão Rosa Mota, Porto |
| 10 de junho de 1994 15:30 | (14–8) |         |           | Pavilhão Rosa Mota, Porto |
| 10 de junho de 1994 15:30 |        |         |           | Pavilhão Rosa Mota, Porto |

| 10 de junho de 1994 17:30 | Suécia | 24 – 21 | Croácia | Pavilhão Rosa Mota, Porto |
| 10 de junho de 1994 17:30 | (13–7) |         |         | Pavilhão Rosa Mota, Porto |
| 10 de junho de 1994 17:30 |        |         |         | Pavilhão Rosa Mota, Porto |

### Disputa do 3º lugar
| 11 de junho de 1994 14:00 | Croácia | 24 – 23 | Dinamarca | Pavilhão Rosa Mota, Porto |
| 11 de junho de 1994 14:00 | (12–13) |         |           | Pavilhão Rosa Mota, Porto |
| 11 de junho de 1994 14:00 |         |         |           | Pavilhão Rosa Mota, Porto |

### Final
| 11 de junho de 1994 16:00 | Rússia | 21 – 34 | Suécia | Pavilhão Rosa Mota, Porto |
| 11 de junho de 1994 16:00 | (9–18) |         |        | Pavilhão Rosa Mota, Porto |
| 11 de junho de 1994 16:00 |        |         |        | Pavilhão Rosa Mota, Porto |

## Classificação final
| Posição | Equipe                                               |
| ------- | ---------------------------------------------------- |
|         | Suécia                                               |
|         | Rússia                                               |
|         | Croácia                                              |
| 4       | Dinamarca                                            |
| 5       | Espanha                                              |
| 6       | França                                               |
| 7       | Hungria                                              |
| 8       | Predefinição:Country data BLR 1991-1995 Bielorrússia |
| 9       | Alemanha                                             |
| 10      | Eslovênia                                            |
| 11      | Romênia                                              |
| 12      | Portugal                                             |

| Campeonato Europeu de Handebol Masculino |
| ---------------------------------------- |
| Suécia Campeã (Primeiro título)          |

## Premiações individuais
| - Maior artilheiro: Vasili Kudinov (50 gols) - MVP: Magnus Andersson | - Goleiro: Tomas Svensson - Ponta esquerdo: Erik Hajas - Armador esquerdo: Vasili Kudinov - Armador central: Magnus Andersson - Pivô: Dmitri Torgovanov - Armador direito: Jan Jorgensen - Ponta direito: Pierre Thorsson |